# Mélissa Voutaz
Mélissa Voutaz (* 1. Februar 1991) ist eine ehemalige Schweizer Skirennfahrerin. Sie gehörte zuletzt dem C-Kader von Swiss-Ski an und erreichte einen Podestplatz im Europacup.

## Karriere
Mélissa Voutaz erlitt in ihrer Karriere bereits früh mehrere Verletzungen. Nach ihrem ersten Kreuzbandriss nahm sie im März 2007 erstmals an FIS-Rennen teil. Noch im selben Monat erreichte sie mehrere Top-10-Platzierungen, was ihr auch im nächsten Winter gelang. Nach einem zweiten Kreuzbandriss im November 2008 musste Voutaz die gesamte Saison 2008/2009 pausieren. Ab Januar 2010 startete sie neben FIS-Rennen auch regelmässig im Europacup, gewann aber bis Saisonende noch keine Punkte. Erste Erfolge auf nationaler Ebene feierte sie bei den Schweizer Juniorenmeisterschaften im März 2010 mit Siegen in der Super-Kombination, der Abfahrt und im Super-G.
Die ersten Punkte im Europacup gewann Voutaz als 25. der Super-Kombination von Kvitfjell am 4. Dezember 2010. Zwei Wochen später erreichte sie mit Platz zwei in der Abfahrt von St. Moritz ihren ersten Podestplatz. In der Saison 2010/11 folgten weitere zwei Top-10-Platzierungen in der Abfahrt, ehe sie die Saison nach einer neuerlichen Knieverletzung vorzeitig beenden musste. Sie stürzte im Abfahrtstraining der Juniorenweltmeisterschaften 2011 und erlitt einen Riss des vorderen Kreuzbandes im rechten Knie. Im Winter 2011/2012 gelangen Voutaz ein Top-10-Ergebnis im Europacup und drei Podestplätze in FIS-Rennen, doch bei der Abfahrt des Europacupfinals im Aostatal am 15. März erlitt sie erneut einen Kreuzbandriss im linken Knie, worauf sie ihre Karriere beendete.

## Erfolge

### Europacup
- Saison 2010/11: 5. Abfahrtswertung
- 1 Podestplatz und weitere 3 Top-10-Ergebnisse

### Weitere Erfolge
- dreifache Schweizer Juniorenmeisterin (Abfahrt, Super-G und Super-Kombination 2010)
- 1 Sieg in einer FIS-Abfahrt